# Sambir
Sambir (tiếng Ukraina: Самбір) là một thành phố của Ukraina. Thành phố này thuộc tỉnh Lviv. Thành phố này có diện tích ? km², dân số theo điều tra dân số năm 2022 là 34.152 người.